# Семейство Прауд: Филмът
„Семейство Прауд: Филмът“ (на английски: The Proud Family Movie) е американски анимационен телевизионен филм от 2005 г., базиран на анимационния сериал „Семейство Прауд“ по „Дисни Ченъл“, създаден от Брус Смит. Излъчва се премиерно на 19 август 2005 г. и служи като финал на оригиналното излъчване на сериала.

## Актьорски състав
- Кайла Прат[4] – Пени Прауд
- Томи Дейвидсън[4] – Оскар Прауд
- Паула Джей Паркър[4] – доктор Труди Прауд
- Джо Мери Пейтън[4] – Хенриета „Мамчето“ Прауд
- Тара Стронг[4] – БиБи и СиСи Прауд / Кашу
- Орландо Браун[4] – Стики Уеб
- Солей Мун Фрай[4] – Зоуи Хаузър
- Алиса Райс[4] – ЛаСиенега Боулевардез
- Карън Малина Уайт[4] – Диджонай Джоунс
- Омарион[4] – Петнайсет цента
- ЛисаРей Маккой[4] – Хореографката
- Арсенио Хол[4] – доктор Карвър / Боби Прауд
- Джеръми Суарез[4] – Уоли
- Карлос Алзараки[4] – кучето Пуф / член на борда
- Били Уест[4] – член на борда / шофьор на такси
- Карлос Менчия[4] – Феликс Булевардез
- Мария Каналс[4] – Сънсет Булевардез
- Алваро Гутиерез[4] – Папи
- Фил ЛаМар[4] – доктор Карвър в дегизировка / член на борда
- Ариес Спиърс[4] – магьосникът Кели / член на борда
- Кийт Дейвид[4] – клонинг на БиБи Прауд
- Кевин Майкъл Ричардсън[4] – морското чудовище Бобо
- Маси Ока[4] – японско дете

## Саундтрак
Музиката за филма се композирана от Ерика Алварез, Франк Фицпатрик и Фреди Шейнфел. Филмът включва нови песни, написани от Франк Фицпатрик, Хорхе Коранте, Робин Джонсън, Стивън Андресън и Джейн Хюстън, заедно с кавърите на калипсо песните.

## Издание
Филмът е излъчен премиерно по „Дисни Ченъл“ на 19 август 2005 г., а по-късно е пуснат на VHS и DVD на 6 декември 2005 г.

## В България
В България филмът е излъчен по Нова телевизия през 2009 г. с български войсоувър дублаж, записан в „Арс Дидижтал Студио“ и екипът се състои от:
| Преводач            | Захари Генчев                                                          |
| Режисьор на дублажа | Яна Янева                                                              |
| Тонрежисьор         | Борис Драганов                                                         |
| Озвучаващи артисти  | Елена Русалиева Силвия Русинова Нина Гавазова Петър Чернев Васил Бинев |